# Орлінський Болеслав Володимирович
Болесла́в Володи́мирович Орлі́нський (пол. Bolesław Orliński; 13 квітня 1899, село Ніверка Кам'янецького повіту Подільської губернії, нині Кам'янець-Подільського району Хмельницької області — 28 лютого 1992, Місісага, провінція Онтаріо, Канада) — польський військовий і спортивний льотчик. Полковник Війська Польського.

## Біографія

### Родовід
Прадід Болеслава Орлінського — Франц Орлінський — був підполковником кінної артилерії. Він брав участь у військових компаніях 1792–1794 років і наполеонівській війні 1812 року, був 14 разів поранений. За мужність Франца Орлінського нагородили Золотим Хрестом військового Польського Орла. Завдяки його заслугам рід Орлінських отримав спадковий дворянський титул.
У середині XIX століття Владислав Орлінський (син Франца) одружився з дочкою дворян Чарновських та оселився у їхньому маєтку — селі Ніверка Кам'янецького повіту Подільської губернії. Там у нього народилися син Володимир та онук Болеслав.
На початку XX століття родина Орлінських володіла в Ніверці 524 десятинами землі (рілля, пасовища, ліси), мала непогану садибу та господарство.

### Навчання в Кам'янці-Подільському
Сімейний статок дозволив батькам улітку 1910 року відправити одинадцятирічного Болеслава на навчання в Кам'янець-Подільський — у семикласне комерційне училище. На другий день після приїзду хлопець випадково потрапив на авіаційне шоу — в Кам'янці-Подільському з демонстраційними польотами виступав пілот Сергій Уточкін. Болеслав, побачивши віражі аероплана, на все життя закохався в авіацію та став мріяти про польоти.
У травні 1916 року, після трагічної смерті батька, Болеслав покинув навчання, не добувши в комерційному училищі лише рік. Сімнадцятирічний юнак вирішив піти на службу до російської армії, сподіваючись звідти вступити до військової авіашколи.

### Військова служба
Болеслав Орлінський потрапив у загін охорони військового аеродрому у Вінниці. Згодом, закінчивши прискорений курс офіцерської школи в Житомирі, опинився на фронті Першої світової війни. Воював Орлінський у кавалерії, за хоробрість його відзначили двома Георгіївськими хрестами.
Наприкінці 1917 року, з початком розвалу Російської імперії, Орлінський перейшов служити у 2-й офіцерський легіон 1-го Польського корпусу. Проте, скоро демобілізувавшись, у травні 1918 року повернувся до Кам'янця-Подільського, аби завершити навчання. Наприкінці 1918 року Орлінський отримав атестат про освіту. Після цього його відразу мобілізували до армії Української Народної Республіки. Українська армія у боротьбі з більшовиками мала за союзників Військо Польське, тому через три місяці Орлінський перевівся до польського кавалерійського дивізіону. Молодий офіцер постійно писав рапорти з проханням направити його служити у авіацію. У березні 1920 року Болеслава перевели до авіаційної ескадри на посаду інженера. У вересні того ж року він вступив до школи пілотів у польському місті Бидгощ.

### Політ в Японію
Коли 1921 року Болеслав із відзнакою закінчив школу пілотів, Перша світова війна вже закінчилася. Орлінський ще деякий час перебував на військовій службі, отримав чин поручика, але незабаром пішов у відставку.
Набувши в армії льотного досвіду, Болеслав став визнаним майстром з повітряної акробатики та пілотажу. Від 1923 року він працював інструктором у Вищій школі пілотів у місті Грудзьондз, одночасно, як цивільний пілот, виконував рейси на перших польських міжнародних лініях до Франції та Румунії.
Після випадкової зустрічі зі своїм колишнім командиром і дружньої розмови Орлінський у жовтні 1925 року повернувся до армії. Він отримав посаду пілота-інструктора у 11-му авіаполку, що базувався у місті Ліда (тоді Польща, нині — Білорусь).
1926 року керівництво Департаменту авіації запропонувало Орлінському здійснити авіапереліт з Варшави до Токіо. Це був проект державної важливості, який мав спрацювати на престиж польської авіації та взагалі країни. Пілот Орлінський та його напарник — механік Кубяк — виконали майже неможливе: на літаку «Бреге XIX» з 27 серпня до 25 вересня 1926 року вони не лише подолали 10 300 кілометрів із Варшави до Токіо, але й повернулися цією ж трасою назад. Останні 6 680 кілометрів вони летіли, незважаючи на пошкодження гвинта та нижньої частини лівого крила. Вся світова преса висвітлювала небувалий переліт. В Японії польських пілотів зустрів сам Імператор Тайсьо та нагородив їх орденом Вранішнього Сонця. У Польщі героїв також відзначили — і нагородами, і званнями.

### Пілот-випробувач
1928 року Орлінський удруге повернувся до цивільного життя. Він одружився з варшавською танцівницею Станіславою Гомульце та, щоб не ламати кар'єру дружини, звільнився з армії та влаштувався льотчиком-випробувачем на державний авіаційний завод PZL у Варшаві. За десять років роботи Орлінський першим піднімав у повітря десятки нових моделей літаків.
Одночасно пілот представляв Польщу на численних міжнародних авіасалонах, спортивних змаганнях та авіашоу. Так, у травні 1930 року він виграв перший приз на міжнародному повітряному шоу в чеському Брно, у грудні 1930 року з успіхом представив новий польський винищувач PZL-6 на авіасалоні у французькому Ле Бурже. У серпні 1931 року Орлінський виграв Національні повітряні гонки в США (Клівленд), залишивши позаду найвизначніших пілотів світу. Всі експерти та преса визнали його неперевершену сміливу акробатику. 28 червня 1934 року Орлінський на літаку PZL-24 встановив світовий рекорд швидкості — 414 км/год.

### На війні

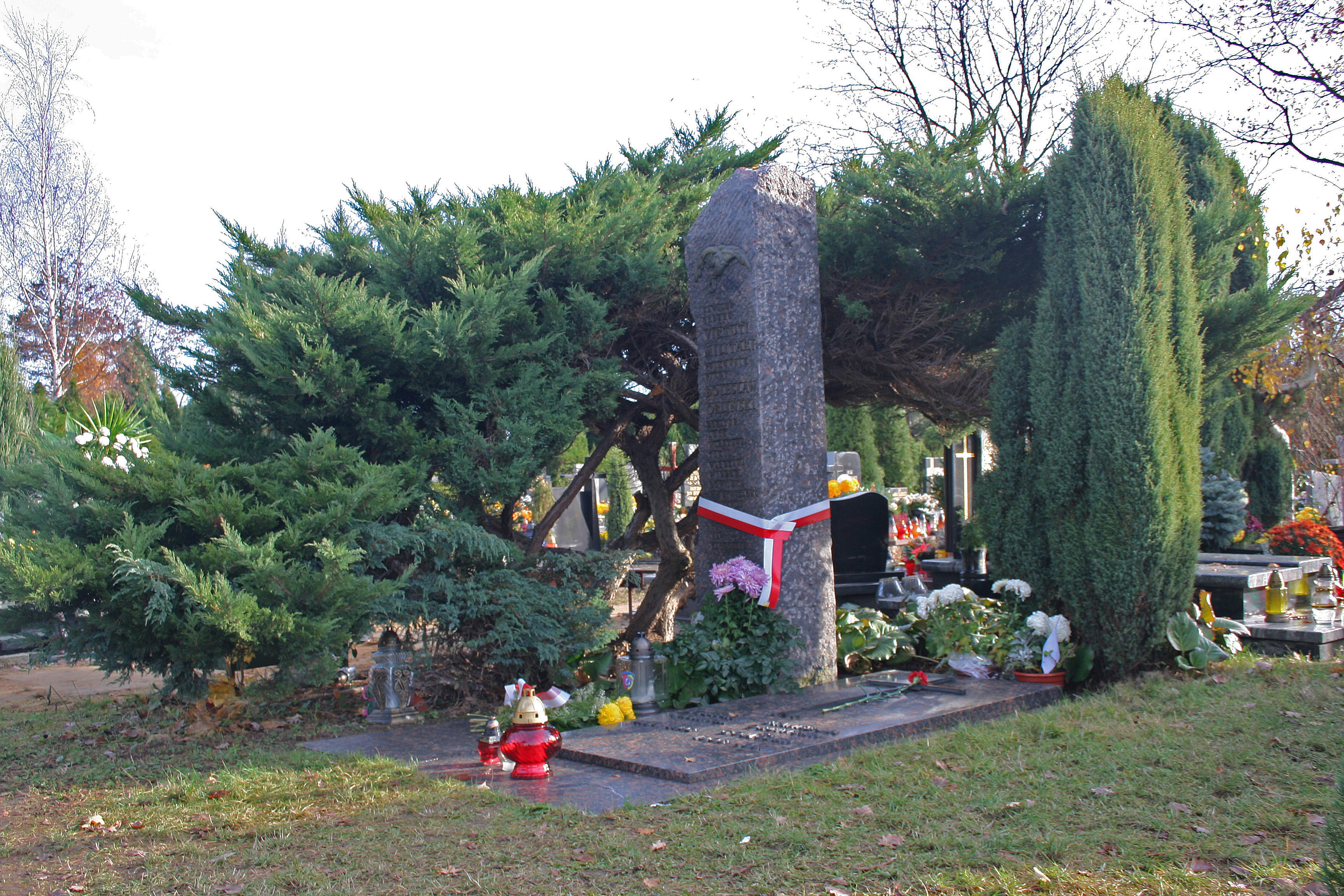
Могила полковника Болеслава Орлінського

У перший день Другої світової війни Орлінський добровільно пішов до армії. У вересні 1939 року його направили в Румунію для отримання бойових літаків, придбаних поляками у Британії. Але транспорт з технікою так й не прибув. Обставини на фронті не дозволили повернутися у Польщу, й Болеслав вирушив до Англії. Там, за згодою польського військового командування, він вступив добровольцем у ранзі капітана до лав англійської авіації (РАФ). Віковий ценз не дозволяв зарахувати Орлінського до бойових загонів, й тому він чотири роки виконував обов'язки інструктора навчального центру. Але постійні намагання потрапити на фронт усе-таки мали успіх — 1943 року Орлінський став бойовим пілотом 305-го дивізіону бомбардувальників «Москіто». Невдовзі він став командиром цього дивізіону та отримав звання підполковника. Дивізіон успішно виконував завдання бомбардування стартових позицій ракет «Фау» на території окупованої німцями Франції. Всього було здійснено 49 бойових рейдів.

### В еміграції
Після війни Орлінський на батьківщину не повернувся. П'ять років він допомагав розвивати авіацію у Південно-Африканській Республіці, згодом оселився в Канаді. Тут до 1967 року працював у цивільній авіації, а вийшовши на пенсію, очолив спілку ветеранів авіації.
1987 року померла дружина Орлінського, а 28 лютого 1992 року на 93-му році обірвалося і життя пілота. Прах Болеслава Орлінського перевезли до Польщі в некрополь міста Вроцлава, де були поховані його мати та сестра.